# 聖貝納迪諾海峽

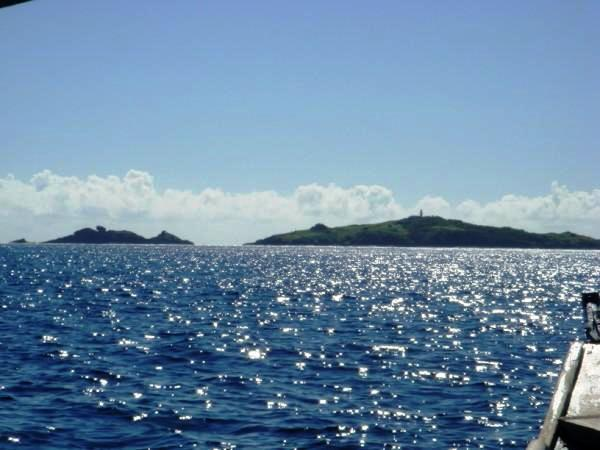

聖貝納迪諾海峽是菲律賓的海峽，位於薩馬島和比科爾半島之間的海域，連接米沙鄢海和菲律賓海，寬18公里，該海峽是來往馬尼拉和悉尼的重要航道。
12°35′15″N 124°11′48″E / 12.58750°N 124.19667°E